# Чемпионат Украины по фигурному катанию на коньках 2002
Чемпионат Украины по фигурному катанию на коньках 2002 года (укр. Чемпіонат України по фігурному катанню на ковзанах 2002) — украинский национальный чемпионат по фигурному катанию сезона 2001-2002. 
Спортсмены соревновались в категориях мужское и женское одиночное катание, парное катание и танцы на льду.

## Результаты

### Мужчины
| Место | Имя                 | Город | Сумма баллов | SP | FP |
| ----- | ------------------- | ----- | ------------ | -- | -- |
| 1     | Виталий Данильченко |       |              |    |    |
| 2     | Дмитрий Дмитренко   |       |              |    |    |
| 3     | Антон Ковалевский   |       |              |    |    |
| 4     | Константин Тупиков  |       |              |    |    |
| 5     | Александр Смоквин   |       |              |    |    |

### Женщины
| Место | Имя                | Город | Сумма баллов | SP | FP |
| ----- | ------------------ | ----- | ------------ | -- | -- |
| 1     | Галина Маняченко   |       |              |    |    |
| 2     | Елена Ляшенко      |       |              |    |    |
| 3     | Светлана Пилипенко |       |              |    |    |
| 4     | Ирина Лукьяненко   |       |              |    |    |

### Пары
| Место | Имя                                  | Город | Сумма баллов | SP | FP |
| ----- | ------------------------------------ | ----- | ------------ | -- | -- |
| 1     | Татьяна Чуваева / Дмитрий Паламарчук |       |              |    |    |
| 2     | Виктория Максюта / Виталий Дубина    |       |              |    |    |

### Танцы
| Место | Имя                                      | Город | CD1 | CD2 | OD | FD | TFP |
| ----- | ---------------------------------------- | ----- | --- | --- | -- | -- | --- |
| 1     | Елена Грушина / Руслан Гончаров          |       |     |     |    |    |     |
| 2     | Юлия Головина / Олег Войко               |       |     |     |    |    |     |
| 3     | Алла Бекназарова / Юрий Кочерженко       |       |     |     |    |    |     |
| 4     | Марьяна Козлова / Сергей Баранов         |       |     |     |    |    |     |
| 5     | Виктория Ползыкина / Георгий Казачинский |       |     |     |    |    |     |